# Die Hard 2
Die Hard 2 is een actiefilm uit de Verenigde Staten. Het vervolg op de film Die Hard uit 1988 werd geregisseerd door Renny Harlin en kwam uit in de bioscoop op 4 juli 1990. Acteurs zijn onder anderen Bruce Willis, Bonnie Bedelia, William Sadler, William Atherton, Dennis Franz en John Amos. De film werd op filmposters aangeduid als Die Hard 2: Die Harder. Het script is gebaseerd op het verhaal 58 Minutes van Walter Wager. De recensies na uitkomen waren minder positief dan over het eerste deel.
De bedoeling was dat Die Hard-regisseur John McTiernan ook dit tweede deel voor zijn rekening zou nemen, maar hij had al toegezegd The Hunt for Red October te regisseren.
Financieel gezien was de film, die een budget had van zeventig miljoen dollar, een succes. Hij bracht wereldwijd 240 miljoen dollar op. In de Verenigde Staten was het zelfs de meest succesrijke uit de hele Die Hard-serie. 
In 1995 werd de film opgevolgd door Die Hard With a Vengeance.

## Verhaal
Het verhaal begint op kerstavond 1990, exact een jaar na de gebeurtenissen in de eerste film. John McClane is inmiddels agent in Los Angeles en weer herenigd met zijn vrouw. Hij wacht op Dulles Airport bij Washington D.C. op haar, als ze terugkomt van een bezoek aan haar ouders in Californië. McClane ziet een groepje mannen die met een pakket lopen naar de plek waar bagage in vliegtuigen wordt geladen. Hij vertrouwt het niet en besluit hen te volgen. In een gevecht dat daarop volgt, schiet hij een van de mannen neer, de anderen weten te ontsnappen.
McClane wil spreken met het hoofd van de politie-eenheid op het vliegveld, Lorenzo. Die denkt dat het een groep mannen was die enkel bagage wilde stelen. McClane is het daar niet mee eens, hij zag een van de mannen een Glock 7 dragen, een (fictief) pistool dat van porselein is zodat metaaldetectors omzeild worden. Een dergelijk bijzonder wapen draagt een normale dief niet. McClane besluit zelf op pad te gaan en de zaak te onderzoeken. Hij neemt vingerafdrukken van de man die hij neerschoot en stuurt ze naar Al Powell, een bevriende politieman uit de eerste Die Hard-film. Hij haalt de vingerafdrukken door meerdere databases, waaronder die van Interpol. Powell stuurt hem per fax het bericht dat het een soldaat betrof die als reeds overleden op papier stond. McClane vermoedt dat de man onderdeel uitmaakt van een plan om het vliegveld over te nemen.
Terwijl het weer steeds slechter wordt is kolonel Stuart bezig met het uitvoeren van zijn plan. Hij wil de vliegtuigen die op het vliegveld zullen landen gijzelen totdat de Zuid-Amerikaanse generaal Esperanza, die werd gearresteerd in zijn eigen land en op het punt staat uitgeleverd te worden aan de Verenigde Staten, veilig door hem en zijn mannen is opgehaald. Om dat plan succesvol uit te voeren breekt hij in op de communicatieapparatuur van het vliegveld in de buurt van een nabijgelegen kerk. Daardoor kunnen hij en zijn mannen de leiding van de luchtverkeersleiding op afstand overnemen.
McClane sluipt de verkeerstoren binnen en vertelt het hoofd, Trudeau, over de man die hij doodde. Juist op dat moment neemt Stuart de leiding van de luchtverkeersleiding over. McClane wordt ondanks zijn inzet uit de verkeerstoren gezet. Via een journaliste komt hij te weten dat Stuart wraak wil nemen, omdat hij uit het congres werd gezet. McClane, die op dat moment in een lift zit, verlaat die lift en probeert via de ondergrondse gangen onder het vliegveld alles op alles te zetten om het plan van de terroristen te dwarsbomen.
Trudeau en de rest van de verkeersleiding proberen contact te maken met de naderende vliegtuigen om ze te vertellen dat ze niet kunnen landen en zullen moeten rondcirkelen rond het vliegveld. Trudeau stuurt een team eropuit om een nieuw tijdelijk luchtverkeersleidingscentrum op te zetten in een nog in aanbouw zijnde nieuwe terminal. Dan wordt het team samen met een SWAT-team onder vuur genomen door een aantal van Stuarts mannen. McClane weet de mannen van Stuart uit te schakelen, maar Stuart neemt wraak en laat met opzet een Brits vliegtuig te laag aanvliegen. Ondanks inspanningen van McClane stort het toestel neer, waarbij in de daaropvolgende explosie alle passagiers om het leven komen.
McClane keert verslagen terug naar het gangenstelsel onder het vliegveld. Via medewerker Marvin bemachtigt hij een walkietalkie van een van Stuarts mannen. Daarop hoort hij dat het toestel waarin Esperanza zich bevindt elk moment kan landen. Esperanza doodt in de tussentijd iedereen aan boord van het vliegtuig zodat hij nu de piloot is. McClane verstopt zich in het vliegtuig waarmee Esperanza weggevoerd zal worden door Stuarts mannen. Stuarts mannen merken het en alvorens een grote zee van kogels op het toestel te hebben afgevuurd, vuren ze granaten op het toestel af. McClane weet net op tijd te ontsnappen door zich in de pilootstoel uit de cockpit te laten lanceren.
Terug op het vliegveld is een speciale militaire eenheid gearriveerd. Hun leider, majoor Grant, diende ooit met Stuart en zegt zijn tactieken te kennen. Barnes komt erachter dat Stuarts commandopost, vanwaar hij het vliegveld in zijn greep houdt, vlak bij het vliegveld is. Samen met McClane vindt hij de kerk waar de post zich bevindt. In een daaropvolgend vuurgevecht met McClane, de mannen van Grant en de mannen van Stuart weten Stuart en Esperanza te ontsnappen.
McClane vindt na het vuurgevecht losse flodders in de magazijnen van de geweren van Grants mannen. Hij keert terug naar het hoofdkantoor van de beveiliging om politieofficier Lorenzo te vertellen dat Grant en Stuart in het geheim samenwerken. McClane dwingt Lorenzo de politie te laten helpen door de agenten in de hangarzone toe te laten, waar de Boeing 747 van Stuart staat. McClane zelf springt uit een nieuwshelikopter op de taxiënde Boeing en gaat op de vleugel een handgevecht aan met majoor Grant. Grant komt ten val en wordt in de straalmotor van het toestel gezogen. Stuart gooit McClane vervolgens van de vleugel af, maar niet voordat deze de brandstofkraan open heeft gedraaid. Hij pakt vervolgens een sigarettenaansteker en steekt de brandstof aan. Het vliegtuig (met Stuart nog aan boord) explodeert daarop. Het licht van de brand zorgt er tevens voor dat alle vliegtuigen veilig kunnen landen.
Dan vindt McClane zijn vrouw Holly tussen de passagiers, en samen worden ze weggebracht door Marvin.

## Rolverdeling
| Acteur              | Personage                                 |
| ------------------- | ----------------------------------------- |
| Bruce Willis        | Lieutenant (rechercheur) John McClane     |
| William Sadler      | Kolonel Stuart                            |
| Art Evans           | Leslie Barnes                             |
| Dennis Franz        | Captain Carmine Lorenzo                   |
| William Atherton    | Richard "Dick" Thornberg                  |
| Franco Nero         | Generaal Ramon Esperanza                  |
| Reginald VelJohnson | Sergeant Al Powell                        |
| John Amos           | Majoor Grant                              |
| Bonnie Bedelia      | Holly Gennero McClane                     |
| Fred Thompson       | Trudeau                                   |
| Tom Bower           | Janitor Marvin                            |
| Sheila McCarthy     | Samantha "Sam" Coleman                    |
| Don Harvey          | Garber                                    |
| Tony Ganios         | Baker                                     |
| Peter Nelson        | Thompson                                  |
| Robert Patrick      | O'Reilly                                  |
| John Leguizamo      | Burke                                     |
| Tom Verica          | Kahn                                      |
| Vondie Curtis-Hall  | Miller                                    |
| Mark Boone Junior   | Shockley                                  |
| Colm Meaney         | Piloot van het Windsor Airlines-vliegtuig |
| Robert Costanzo     | Sergeant Vito Lorenzo                     |
| Darren Naylor       | Taffin                                    |